# Periodo di incubazione
L'incubazione è quel periodo di tempo che intercorre tra l'esposizione a un agente infettivo (batterio, virus o altro), ad esempio tramite l'assunzione dei cibi infetti, e il manifestarsi dei sintomi della malattia. La sua durata è tipica e specifica per ogni malattia infettiva anche se approssimativa, può variare da poche ore o giorni come per il raffreddore e il morbillo a qualche settimana come avviene per esempio col tetano fino a qualche anno per la lebbra o l'AIDS.

## Esempi di periodi di incubazione
I tempi di incubazione variano notevolmente e vengono generalmente espressi in un intervallo temporale. Quando possibile, è meglio esprimere la media e il 10º e 90º percentile, anche se queste informazioni non sono sempre disponibili. I valori inferiori sono disposti approssimativamente in ordine crescente per numero di giorni, anche se in alcuni casi la media doveva essere dedotta.
A volte i periodi di incubazione variano tra adulti, bambini e neonati.
| Malattia                                                  | Intervallo minimo | Intervallo massimo | Periodo                                                                        |
| --------------------------------------------------------- | ----------------- | ------------------ | ------------------------------------------------------------------------------ |
| Cellulite da Pasteurella multocida                        | 0                 | 1                  | giorni                                                                         |
| Varicella                                                 | 9                 | 21                 | giorni                                                                         |
| Colera                                                    | 0.5               | 4.5                | giorni                                                                         |
| Raffreddore comune                                        | 1                 | 3                  | giorni                                                                         |
| COVID-19                                                  | 2                 | 11.5/12.5/14       | giorni                                                                         |
| Dengue                                                    | 3                 | 14                 | giorni                                                                         |
| Malattia da virus Ebola                                   | 1                 | 21 (95%), 42 (98%) | giorni                                                                         |
| Eritema infettivo (quinta malattia)                       | 13                | 18                 | giorni                                                                         |
| Epatite A                                                 | 14                | 42                 | giorni                                                                         |
| Epatite B                                                 | 30                | 180                | giorni                                                                         |
| Epatite C                                                 | 15                | 160                | giorni                                                                         |
| Giardiasi                                                 | 3                 | 21                 | giorni                                                                         |
| Herpes simplex                                            | 5                 | 8                  | giorni                                                                         |
| HIV                                                       | 2                 | 3                  | da settimane a mesi o più                                                      |
| Mononucleosi infettiva                                    | 28                | 42                 | giorni                                                                         |
| Influenza                                                 | 1                 | 3                  | giorni                                                                         |
| Kuru                                                      | 10.3              | 13.2               | anni (in media)                                                                |
| Lebbra                                                    | 1                 | 20 o più           | anni                                                                           |
| Legionellosi                                              | 2                 | 10                 | giorni                                                                         |
| Malattia da virus Marburg                                 | 5                 | 10                 | giorni                                                                         |
| Morbillo                                                  | 9                 | 12                 | giorni                                                                         |
| Sindrome respiratoria mediorientale da coronavirus (MERS) | 2                 | 14                 | giorni                                                                         |
| Parotite                                                  | 14                | 18                 | giorni                                                                         |
| Norovirus                                                 | 1                 | 2                  | giorni                                                                         |
| Pertosse                                                  | 7                 | 14                 | giorni                                                                         |
| Poliomielite                                              | 7                 | 14                 | giorni                                                                         |
| Rabbia                                                    | 30                | 90                 | giorni, ma può variare da meno di 1 settimana a, più raramente, più di 1 anno. |
| Febbre da zecca del Colorado                              | 2                 | 14                 | giorni                                                                         |
| Roseola (sesta malattia)                                  | 5                 | 15                 | giorni                                                                         |
| Rosolia                                                   | 14                | 21                 | giorni                                                                         |
| Salmonellosi                                              | 12                | 24                 | ore                                                                            |
| Scarlattina                                               | 1                 | 4                  | giorni                                                                         |
| Sindrome respiratoria acuta grave                         | 1                 | 10                 | giorni                                                                         |
| Vaiolo                                                    | 7                 | 17                 | giorni                                                                         |
| Tetano                                                    | 7                 | 21                 | giorni                                                                         |
| Tubercolosi                                               | 14                | 84                 | giorni                                                                         |
| Febbre tifoide                                            | 7                 | 21                 | giorni                                                                         |